# Gonodes obliqua
Gonodes obliqua là một loài bướm đêm trong họ Noctuidae.